# Mercedes-Benz EQT
Mercedes-Benz EQT — линейка роскошных аккумуляторных электромобилей, субкомпактвэнов от суббренда Mercedes-EQ. Автомобиль построен в рамках сотрудничества Mercedes-EQ и Альянсом Renault-Nissan. Является электрифицированной версией Mercedes-Benz Т-класса.

## История
Mercedes-Benz EQT был представлен в 2022 году одновременно с обновленным Mercedes-Benz Т-класс. Серийное производство началось только в январе 2023 года. Сборка была налажена на заводе Renault в Мобёже.